# Peter Pakesch

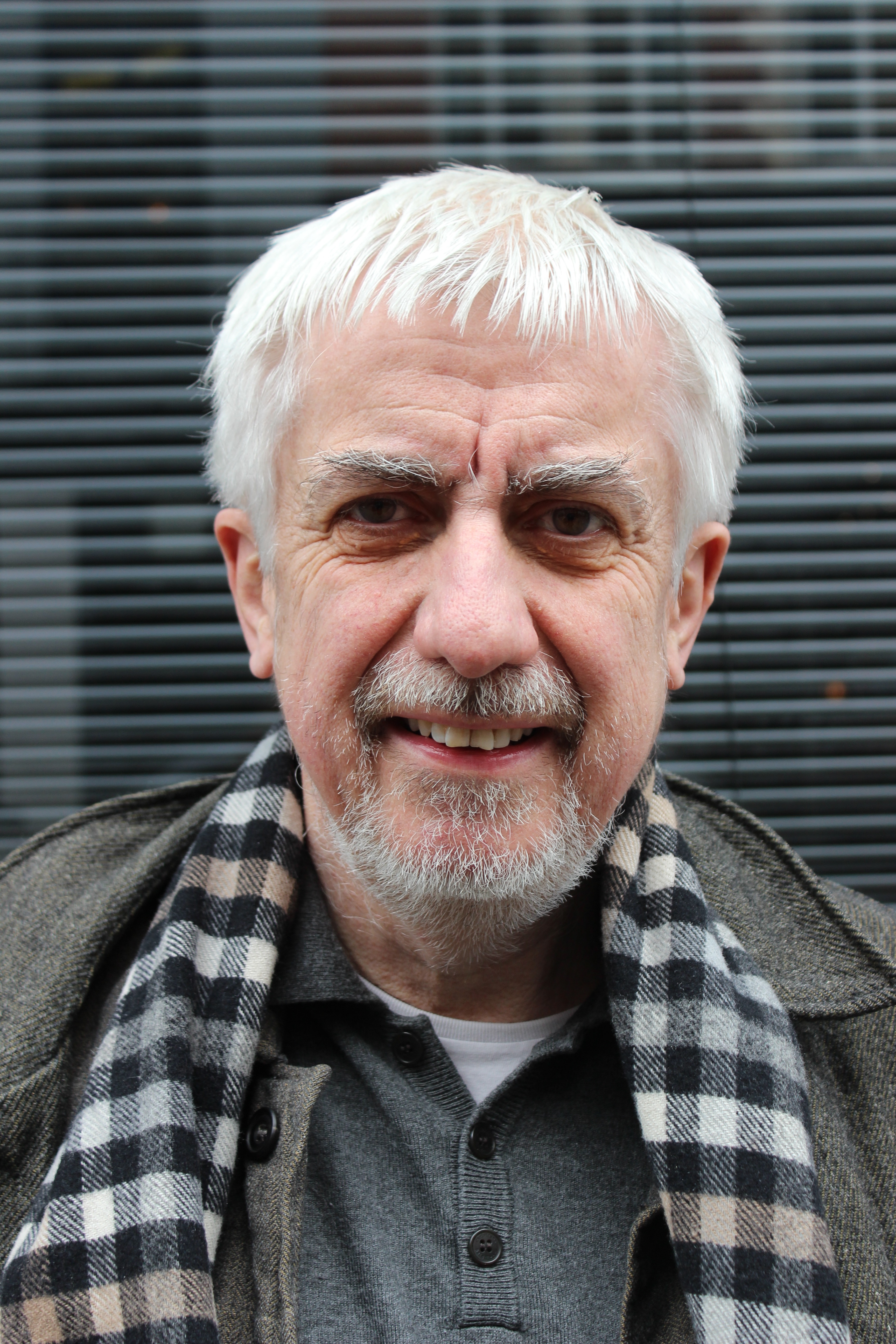
Peter Pakesch (2016)

Peter Pakesch (* 16. Juli 1955 in Graz, Steiermark) ist ein österreichischer Ausstellungskurator, Museumsleiter und Stiftungsvorstand der Maria-Lassnig-Stiftung.

## Leben und Wirken
Peter Pakesch kam als Sohn der Konzertpianistin Gertrude Pakesch, geb. Kaan (1924–2009) und des Universitätsprofessors, Psychoanalytikers und Psychiaters Erich Pakesch zur Welt. Pakesch besuchte als Schüler von 1965 bis 1973 das Akademische Gymnasium in Graz, an dem er auch die Reifeprüfung ablegte. Anschließend begann er ein Architekturstudium, betätigte sich aber auch schon früh als Künstler. Erste Erfahrungen als Ausstellungskurator machte er von 1976 bis 1979 im Forum Stadtpark, dem er seit 1970 angehört. Nach Projekten beim Steirischen Herbst und der Organisation von Performances (Kipper Kids und Reindeer Werk) mit dem Schwerpunkt nonverbales Theater. Im Jahr 1979 richtete er zusammen mit Peter Weibel die Ausstellung Kunst im Schaufenster aus. 1980 folgte ein Studienaufenthalt in New York, der wichtige Begegnungen und Beteiligungen an Aktivitäten im Umfeld von Fashion Moda und der Times Square Show brachte.
Nach seiner Rückkehr nach Österreich eröffnete Pakesch 1981 seine eigene Galerie in Wien, in der er erste Ausstellungen mit Künstlern wie John Baldessari, Herbert Brandl, Ilya Kabakow, Mike Kelley, Martin Kippenberger, Sol LeWitt, Albert Oehlen, Franz West und Heimo Zobernig unternahm. 1986 gründete er gemeinsam mit dem Grazer Kulturpolitiker Helmut Strobl den Grazer Kunstverein, dem er bis 1988 als künstlerischer Leiter vorstand. Im Rahmen dieser Tätigkeit publizierte er die interdisziplinäre Zeitschrift Durch. Für die Wiener Festwochen organisierte er zusammen mit Hubert Klocker das Projekt Protect Me From What I Want, eine Kooperation von Jenny Holzer und Keith Haring. 1990 begründete er in Zusammenarbeit mit Johannes Schlebrügge die Zeitschrift Fama & Fortune Bulletin, die in unregelmäßigen Abständen erscheint.
Im Jahr 1993 schloss Pakesch seine Galerie in Wien. In den 12 Jahren seiner Tätigkeit als Galerist konnte er österreichische Künstler wie Franz West und Heimo Zobernig international bekannt machen. In den folgenden Jahren arbeitete er als freier Kurator für die Nationalgalerie Prag, 1996 übernahm er die Position des Direktors an der Kunsthalle Basel. Dort zeigte er erste Museumsausstellungen von jungen Künstler wie Olafur Eliasson, Diana Thater, Michel Majerus oder Paweł Althamer, betrieb die Sanierung des historischen Gebäudes und reorganisierte die lokale Jahresausstellung zu einem Format, das als ‚Regionale‘ heute noch eine bedeutende Großausstellung zwischen Mulhouse, Freiburg und Basel darstellt. In der Zeit von 1996 bis 1998 bereiste er als Mitglied des Soros International Advisory Board Länder der postkommunistischen Welt. 1997 heiratete er die Schauspielerin und Filmproduzentin Michaela Leutzendorff, 1998 wurde Tochter Josepha geboren.
Ab 2003 war Pakesch Intendant und künstlerischer Leiter sowie gemeinsam mit Wolfgang Muchitsch Geschäftsführer des Universalmuseums Joanneum und bis 2011 Leiter des ebenfalls diesem Museumskomplex zugehörigen Kunsthauses Graz. In diesen Jahren wurde in Hinblick auf das 200-Jahr-Jubiläum des Joanneums (2011) dieses älteste öffentliche Museum Österreichs grundlegend erneuert. Im Kontext des 2003 eröffneten Kunsthauses Graz zeichnete Pakesch für verschiedene richtungsweisende Ausstellungen verantwortlich, zuletzt für die Doppelausstellung Warhol Wool Newman – Painting Real und Screening Real – Conner Lockhart Warhol.
Zwischen 2003 und 2008 war Pakesch Mitglied des Universitätsrates der TU Graz. Von 2010 bis 2021 war Pakesch Mitglied des Kuratoriums der IBA Basel 2020.
Im September 2015 löste Pakesch vorzeitig und auf eigenen Wunsch den Vertrag mit dem Universalmuseum Joanneum. Er wirkt seitdem als Vorsitzender der Maria Lassnig-Stiftung. In dieser Funktion kuratierte er 2016 zusammen mit Paul Schimmel eine Ausstellung von Maria Lassnig in der Galerie Hauser & Wirth in Los Angeles und London.

## Schriften
- (Hrsg.): Warhol Wool Newman. Painting Real / Screening Real. Conner Lockhart Warhol. Walther König, Köln 2009, ISBN 978-3-86560-684-6.
- (Hrsg.): Leben? /Life? Biomorphe Formen in der Skulptur / Biomorphic Forms in Sculptures. Walther König, Köln 2009, ISBN 978-3-86560-544-3.
- (Hrsg.): 2003-2008 Kunsthaus Graz. Walther König, Köln 2008, ISBN 978-3-86560-545-0.
- (Hrsg.): Cerith Wyn Evans: bubble peddler, Buchhandlung König, Köln 2007, ISBN 978-3-86560-208-4.
- mit Guido Magnaguagno: Bewegliche Teile. Formen des Kinetischen. Walther König, Köln 2005.
- Michel Majerus. Installationen 1992–2002. Walther König, Köln 2005, ISBN 978-3-88375-930-2.
- Abbild, recent portraiture and depiction. Springer, Wien 2002, ISBN 978-3-211-83722-1.

## Auszeichnungen
- 2023: Ehrenzeichen des Landes Steiermark für Wissenschaft, Forschung und Kunst[5]